# Municipio de Malevizi
Malevizi (griego: Μαλεβίζι) es un municipio de la República Helénica perteneciente a la unidad periférica de Heraclión de la periferia de Creta.
El municipio se formó en 2011 mediante la fusión de los antiguos municipios de Gazi (la actual capital municipal), Krousonas y Tiliso, que pasaron a ser unidades municipales. El municipio tiene un área de 291,9 km².
En 2011 el municipio tiene 24 864 habitantes.
Se ubica en el centro de la costa septentrional de la isla de Creta, justo al oeste de Heraclión.